# Ramana Maharishi

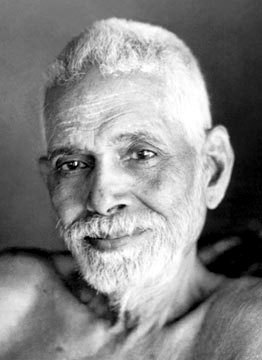
Ramana Mahariszi

Ramana Mahariszi (tamil. இரமண மகரிஷி, trl. Rāmana Mahariszi, dewanagari रामन महर्षि, trl. Rāmana Mahaṛṣi, ang. Ramana Maharshi, Ramana Maharishi) (ur. 30 grudnia 1879, zm. 14 kwietnia 1950) – indyjski mistrz duchowy (guru), Bhagawan, mistyk, filozof, święty hinduizmu, pochodzący z Tiruvannamalai w stanie Tamil Nadu.

## Imiona
Urodził się we wsi Tirućuzhi
w okolicy Maduraj w stanie Tamil Nadu w rodzinie bramińskiej. Jego imię Venkataraman wyewoluowało poprzez Brahmana Swami do Bhagawan Śri Ramana Mahariszi (Błogosławiony Najczcigodniejszy Wielki Ryszi Ramana), jakim to imieniem obdarzył go najbliższy uczeń Swami Kavyaktkanti Ganapati Siastri (sam będący już guru, gdy przyłączył się do wspólnoty).

## Droga duchowa
Jak sam stwierdził,
nigdy nie podjął żadnej duchowej praktyki. W 1896 roku miał doświadczenie śmierci,
które całkowicie zmieniło jego życie. Dzięki temu doświadczeniu zrozumiał jaka jest jego prawdziwa natura. Następnie porzucił dom i przybył do Tiruwannamalai, gdzie jest święta góra śiwaitów Arunaćala (Góra Czerwonego Płomienia). Przez pierwsze kilka lat siedział w świątyniach lub w ich pobliżu, prawie cały czas pogrążony w samadhi. To spowodowało prawie całkowite wyczerpanie ciała, bo prawie nic nie jadł. Następnie przeniósł się do jaskiń na zboczach góry, a gdy zyskał większą popularność, uczniowie jego założyli dwa aśramy. Najważniejszy z nich to Sri Ramanasramam, zlokalizowany przy trasie giripradaksziny.

## Sławni uczniowie
Miał polskich uczniów i sympatyków, np. Wanda Dynowska (Umadewi), Maurycy Frydman. Książki o nim i dotyczące jego nauk wydawano również w języku polskim. Do najbardziej znanych uczniów na świecie należy Papaji.

## Nauczanie
Nauczał indywidualnie, zgodnie z charakterem uczniów. Dla tych, którzy byli kompetentni (posiadający silne wyrzeczenie lub jednopunktowy umysł) zalecał wnikliwe badanie siebie (ātmavicāra). Istotę tej metody oraz swoich nauk opisał w „Nan Yar?” oraz „Ulladu Narpadu”. Wnikliwe badanie siebie to utrzymywanie ciągłej uwagi na świadomości swojej indywidualności (pozostawanie bez żadnej innej myśli oprócz myśli „ja”, która jest podstawą dla przejawiania się innych myśli) w taki sposób, że umysł staje się coraz bardziej subtelny i skupiony, dzięki czemu ostatecznie dociera do źródła myśli „ja” i w ten sposób następuje poznanie atmana (poprzez nirvikalpasamādhi), a także rozpoznanie nierzeczywistości myśli „ja” (umysłu). Metoda ta również niszczy wszystkie predyspozycje (vāsanā) co jest jednoznaczne z osiągnięciem mokszy. Nauczał zwykle dźńanajogi lub poddania siebie Guru albo Bogu. Jego nauki klasyfikuje się jako adwajtawedanta.

## Literatura przedmiotu
- „Lepiej jest słuchać spokojnych słów Mędrców” (ISBN 83-904864-2-3), część I „Rozmowy ze Śri Ramana Mahariszim” ISBN 83-904864-3-1, Wydawnictwo OMER, Warszawa 2004
- „Lepiej jest słuchać spokojnych słów Mędrców” (ISBN 83-904864-2-3), część II „Kim jestem?” ISBN 83-904864-4-X, Wydawnictwo OMER, Warszawa 2004
- „Lepiej jest słuchać spokojnych słów Mędrców” (ISBN 83-904864-2-3), część V „Śri Ramana Mahariszi w relacjach wyznawców” ISBN 83-904864-7-4, Wydawnictwo OMER, Warszawa 2006
- Sri Ramana Leela (A biography of Bhagavan Sri Ramana Maharshi), Sri Krishna Bhikshu, Sri Ramanasramam, Tiruvannamalai, 2004